# Combermere (Ontario)
Combermere ist ein Dorf (village) am Madawaska River im Südosten von Ontario, Kanada. es gehört zum Township of Madawaska Valley. Combermere ist bekannt als Sitz des Madonna House Apostolate (Our Lady of Combermere). Ansonsten besitzt das Dorf einen ländlichen Markt und bietet Zugang zu einer ganzen Reihe von Seen und Flüssen. in der Nähe befindet sich das Combermere/Kamaniskeg Lake Water Aerodrome.

## Klima
Am Abend des 2. August 2006 richtete ein Tornado größeren Schaden an.

## Persönlichkeiten
- John Wesley Dafoe, Gründer der Winnipeg Free Press
- Baroness Catherine Doherty, Gründerin des Friendship House in Harlem und des Madonna House Apostolate in Combermere.
- Reverend Eddie Doherty, Reporter, Mitbegründer des Madonna House Apostolate.
- Eric Schweig, Inuit-Schauspieler, Künstler.